# Dock Sud
Dock Sud est une commune argentine du partido d'Avellaneda. La ville se trouve dans la province de Buenos Aires. Sa population est de 35 897 habitants en 2001).